# Teraz i zawsze
Teraz i zawsze – polski film obyczajowy z 2009 roku w reżyserii Artura Pilarczyka.
Plenery: Wrocław, Kamieniec Ząbkowicki.

## Fabuła
Teraz i zawsze to film o powołaniu, miłości i wierze. Powołaniu, przychodzącym nagle, do tych którzy się go nie spodziewają. Miłości, która będąc początkowo uczuciem do kobiety, staje się w niezwykły sposób czymś zdecydowanie więcej. Wierze, potrafiącej w swym głębokim wymiarze zmienić całe ludzkie życie.
Wraz z Marcinem, klerykiem a wcześniej studentem AWF, poznajemy hermetyczny świat Seminarium Duchownego. Świat ciszy, modlitwy i pracy. Miejsce, w którym bliskość kobiety jest odległym wspomnieniem lub abstrakcją. Marcin, zanim trafił do Seminarium, chciał być ratownikiem górskim. Zdobywanie kolejnych skalnych ścian okazało się jednak łatwiejsze niż zdobycie uczucia Marty, koleżanki ze studiów.
Wszystko zmieniło się, kiedy prośba złożona podczas przypadkowej obecności Marcina na spotkaniu modlitewnym Wspólnoty Charyzmatycznej, została wysłuchana. Metamorfozę przeszedł również Marcin, który zaczął zadawać sobie nieistniejące dotąd pytania.
Kolejne dni pobytu w starym cysterskim opactwie, zdają się budzić w nim coraz większe wątpliwości. Czy droga na jaka się zdecydował, na pewno jest właściwa? Wszystko utrudnia fakt, że porzucony świat zewnętrzny, nie pozwala łatwo o sobie zapomnieć.

## Obsada
- Pascal Kaczorowski − Marcin
- Emilia Komarnicka − Marta
- Adam Pater − Tomek
- Sebastian Stankiewicz − Antek
- Tadeusz Szymków − ojciec duchowny
- Małgorzata Potocka − matka Marcina
- Dariusz Siatkowski − ksiądz rektor
- Sylwia Juszczak − dziewczyna w volkswagenie
- Maciej Zacharzewski − Krzysiek
- Wojciech Ziemiański − ojciec Marcina
- Medard Plewacki − ojciec Placyd
- Mikołaj Roznerski − student z imprezy

## Nagrody i wyróżnienia
- 2008 - 33. Festiwal Polskich Filmów Fabularnych w Gdyni; panorama
- 2008 – Konin debiuty filmowe; konkurs
- 2008 - Polish Film Festival w Los Angeles; konkurs
- 2008 - MFF Kina Amatorskiego i Niezależnego KAN – pokaz specjalny w ramach 10-lecia Festiwalu KAN we Wrocławiu;
- 2008 - 28. Koszaliński Festiwal Debiutów Filmowych „Młodzi i Film”, Koszalin; konkurs
- 2009 - Festiwal filmowy i artystyczny 15. Lato Filmów w Warszawie; poza konkursem
- 2009 - Multimedia Happy End – Festiwal Filmów Optymistycznych, Rzeszów 2009; konkurs – NAGRODA ZA NAJLEPSZY NIEZALEŻNY FILM FABULARNY ORAZ NAGRODA GRAND PRIX.